# Circuito Brasileiro de Voleibol de Praia Feminino Sub-23 de 2016
O Circuito Brasileiro de Voleibol de Praia Sub-23 de 2016, também chamado de Circuito Banco do Brasil de Vôlei de Praia Sub-23, foi a quinta edição da principal competição nacional de Vôlei de Praia na categoria Sub-23 na variante feminina, iniciado em 16 de maio de 2016.

## Resultados

### Circuito Sub-23
| Evento                                                                 | Ouro                             | Prata                              | Bronze                                 | Quarto lugar                        |
| 1ª Etapa João Pessoa, Paraíba 16 a 19 de maio de 2016.                 | / Tainá Bigi Paula Hoffmann      | Hegê Almeida Verena Figueira       | Alana Michelly Kyce Mikaele            | Clícia Moura Juliana Soarez         |
| 2ª Etapa Jaboatão dos Guararapes, Pernambuco 13 a 16 de junho de 2016. | / Ana Patrícia Paula Hoffmann    | / Tainá Bigi Andressa Cavalcanti   | / Ana Carolina Costa Vitória Rodrigues | / Victória Tosta Giovanna Gonçalves |
| 3ª Etapa Cabo Frio, Rio de Janeiro 26 a 28 de julho de 2016.           | / Ana Patrícia Paula Hoffmann    | Alana Michelly Kyce Mikaele        | / Tainá Bigi Andressa Cavalcanti       | Hegê Almeida Verena Figueira        |
| 4ª Etapa Rio de Janeiro, Rio de Janeiro 4 a 7 de setembro de 2016.     | / Tainá Bigi Andressa Cavalcanti | / Victória Tosta Duda Lisboa       | / Ana Patrícia Paula Hoffmann          | Alana Michelly Kyce Mikaele         |
| 5ª Etapa Brasília, Distrito Federal 6 a 9 de outubro de 2016 .         | / Ana Patrícia Paula Hoffmann    | / Tainá Bigi Andressa Cavalcanti   | Alana Michelly Kyce Mikaele            | Hegê Almeida Verena Figueira        |
| 6ª Etapa São José, Santa Catarina 2 a 4 de dezembro de 2016.           | / Tainá Bigi Andressa Cavalcanti | / Victória Tosta Vitória Rodrigues | Alana Michelly Kyce Mikaele            | / Ana Patrícia Paula Hoffmann       |